# Alvise Zorzi
Alvise Zorzi (* 10. Juli 1922 in Venedig; † 14. Mai 2016 in Rom) war ein italienischer Historiker, Fernsehjournalist und Autor zahlreicher Bücher über seine Heimatstadt Venedig. Er stammte aus einer alten venezianischen Adelsfamilie.
Sein Vater war der Journalist, Autor und, in den Nachkriegsjahren, Direktor der Mostra Internazionale d’Arte Cinematografica della Biennale di Venezia Elio Zorzi. Seine Mutter war Irma Gelmetti, Dichterin und Vertreterin des Futurismus, die unter dem Namen ‚Irma Valeria‘ schrieb.
Alvise Zorzi war einer der bedeutendsten Venedig-Spezialisten. Er studierte Literaturwissenschaft in Padua. Von 1953 bis 1961 war er Leiter der Kulturprogramme des italienischen Fernsehens, später Koordinator der internationalen Beziehungen im Bereich Funk und Fernsehen; danach war er Vizepräsident der Europäischen Rundfunk-Union. Verheiratet war er mit der Autorin Mimì Prinetti Castelletti, mit der er einen Sohn hatte.
667 Jahre nach dem Tod des Dogen Marino Zorzi veröffentlichte der aus derselben Adelsfamilie stammende Alvise Zorzi mit La Repubblica del Leone eine umfassende Hommage an seine Heimatstadt. Unter dem Titel Venedig 697–1797 wurde das Buch im Jahre 1981 auch in deutscher Sprache publiziert.
Zorzi war Präsident der Comitati privati per la salvaguardia di Venezia, einer Nichtregierungsorganisation, die eng mit der UNESCO und den Denkmalämtern Venedigs zusammenarbeitet und seit ihrer Gründung 1966 die Restaurierung von über 80 Monumenten und über 900 Kunstwerken finanziert hat.
Darüber hinaus war er Präsident des Comitato per la Pubblicazione delle Fonti per la Storia di Venezia und Mitbruder der Scuola Grande di San Rocco. 

## Werke
Deutsche Titel
- Marco Polo. Eine Biographie, aus dem Italienischen übersetzt von Sylvia Höfer, Düsseldorf 1983. ISBN 3-546-49972-7
- Venedig. Die Geschichte der Löwenrepublik, Fischer, 1987.
- Venedig eine Stadt eine Republik ein Weltreich 697–1797, Amber, München 1981.
- Die schönsten Paläste in Venedig, München 1995.
- Österreichs Venedig. Das letzte Kapitel des Fremdherrschaft 1798 bis 1866, Düsseldorf 1990. ISBN 3-546-49970-0
- Canal Grande. Biographie einer Wasserstraße, Hildesheim 1993. ISBN 3-546-00057-9

Italienische Titel
- Venezia scomparsa. Storia di una secolare degradazione, 2 Bde., Mailand 1972, Mondadori, 2001.
- Sua serenitá Venezia. Mille anni di buon governo, Mondadori, Mailand 1971.
- La Repubblica del Leone. Storia di Venezia, Mailand 1979, Taschenbuchausgabe 2008.
- Una città, una repubblica, un impero. Venezia 697–1797, Mondadori, Mailand 1980.
- Venezia e l’Oriente. Arte, commercio, civilta al tempo di Marco Polo, Mailand 1981, Electa, 1989.
- Vita di Marco Polo veneziano. Mailand 1982, 2. Aufl., Bompiano, Mailand 2000.
- Venezia Felix. Gabriel Bella, cronista della Serenissima, Einführung von Vittorio Sgarbi, nebst einer französischen Übersetzung, Franco Maria Ricci, Mailand 1984.
- Venezia austriaca 1798–1866, Rom/Bari 1985.
- Cortigiana veneziana. Veronica Franco e i suoi poeti, Camunia, Mailand 1986.
- mit Paolo Marton: I palazzi veneziani, Udine 1989. ISBN 8870570835
- Venezia. Il Canal Grande, Rizzoli, Mailand 1991.
- Monsieur Goldoni. Un veneziano a Parigi tra il declino di una repubblica e la morte di un regno 1762–1793, Corbaccio, Mailand 1993.
- Il Doge. Un romanzo vero, Mailand 1994.
- Venezia ritrovata. 1895–1939, Mondadori, Mailand 1995.
- La monaca di Venezia, una storia d’amore e di libertà, Mondadori, Mailand 1996.
- San Marco per sempre. Una storia mai raccontata, Mondadori, Mailand 1998.
- Napoleone e Venezia, Mondadori, Mailand 2010.